# Liste des cours d'eau du Monténégro

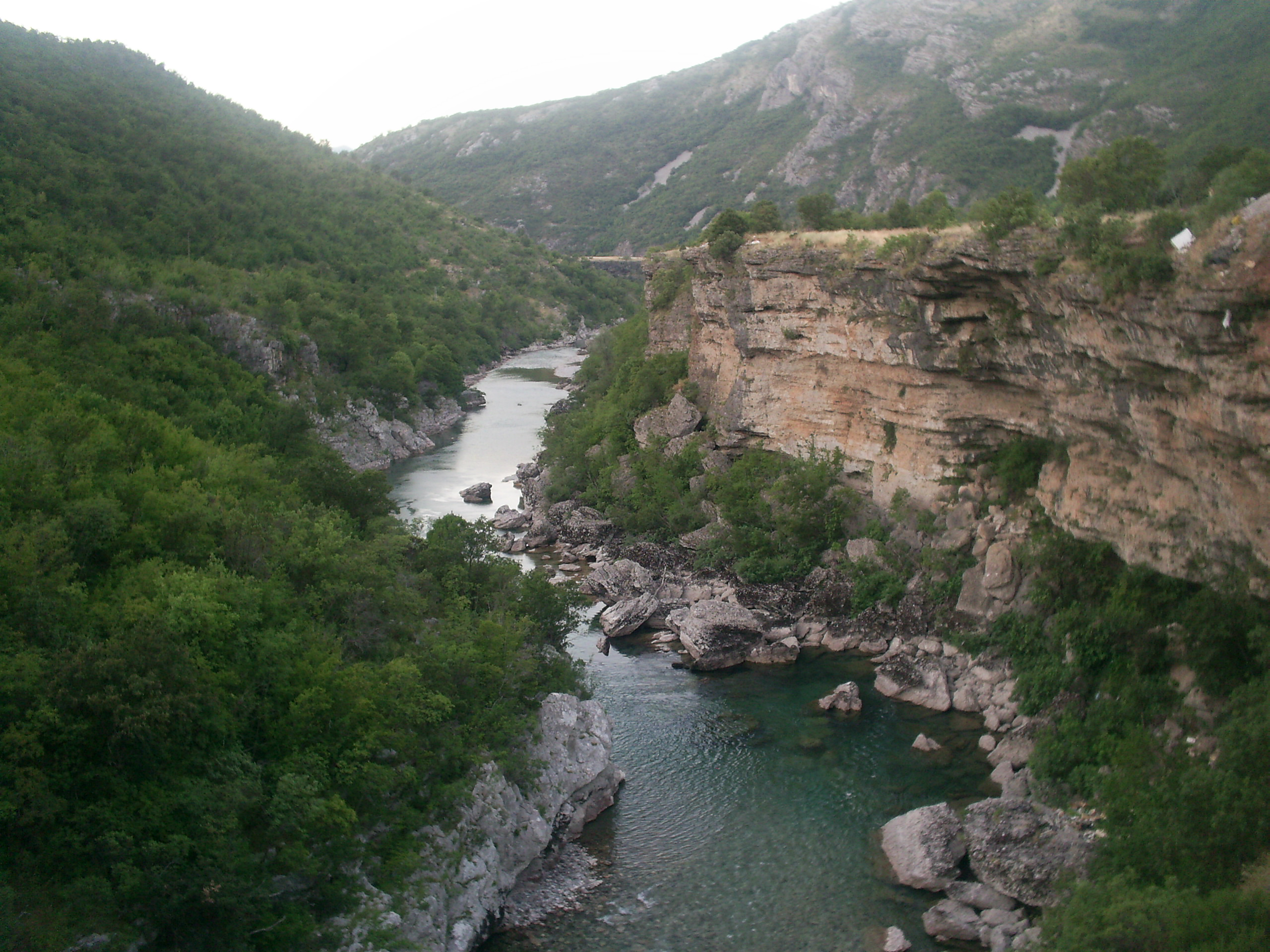
Le canyon de la Morača.

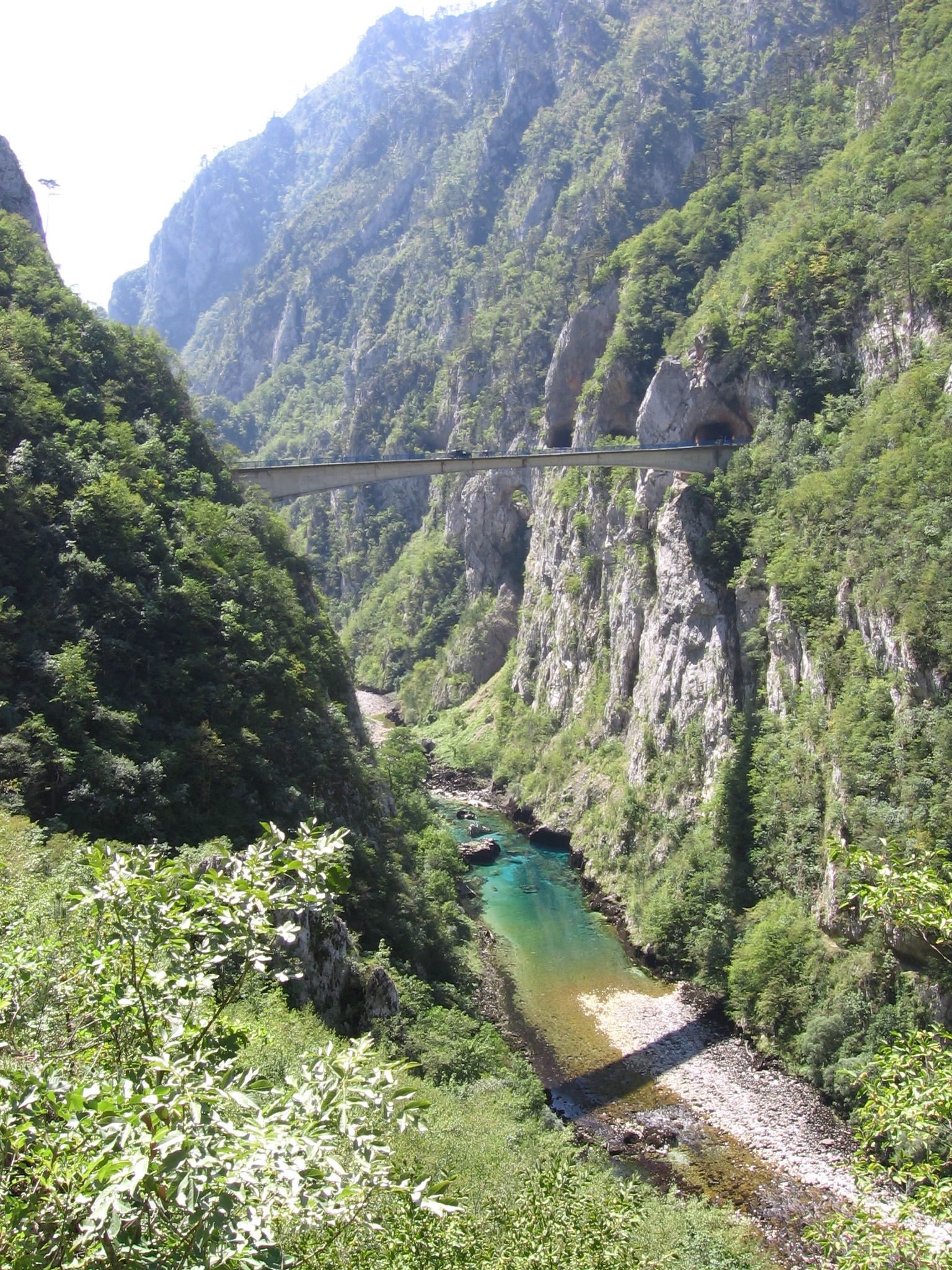
Un pont sur la Piva.

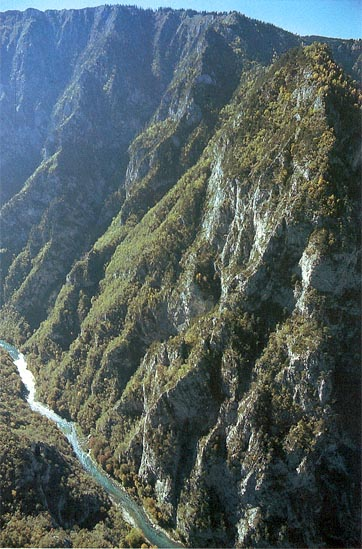
Le canyon de la Tara.

Cette page propose une liste des cours d'eau du Monténégro :
- Bijela ;
- Bistrica ;
- Bukovica ;
- Buna ;
- Cijevna ;
- Čeotina ;
- Drina ;
- Grnčar ;
- Ibar ;
- Komarnica ;
- Lim ;
- Lješnica ;
- Ljuboviđa ;
- Ljuča ;
- Mala rijeka ;
- Mareza ;
- Morača ;
- Mrtvica ;
- Ospanica ;
- Piva ;
- Ribnica ;
- Sitnica ;
- Šavnik ;
- Tara ;
- Trebišnjica ;
- Veruša ;
- Vrmoša ;
- Zeta.